# Leucopenia
Per leucopenia si intende una diminuzione al di sotto di 4 000 cellule/mm³ (nella specie umana) del numero dei leucociti circolanti; con tale espressione si esprime una diminuzione leucocitaria generalizzata non distinguendo quale delle varie popolazioni leucocitarie risulti diminuita.

## Eziopatogenesi
Essa può essere dovuta sia a una diminuita produzione di granulociti da parte della matrice midollare sia a una loro aumentata utilizzazione o distruzione periferica.
Il deficit della produzione, oltre che una diminuita capacità proliferativa, può essere legato a un aumento della granulopoiesi inefficace o a un blocco della mobilitazione dei granulociti dal compartimento di deposito midollare verso il sangue.
È molto frequente come effetto indesiderato della somministrazione della carbamazepina nei pazienti di epilessia.